# Pascal Engel
Pascal Engel (ur. w 1954) – francuski filozof i logik, profesor filozofii na Uniwersytecie Genewskim, poprzednio profesor Paris-Sorbonne.

## Elementy biograficzne
Absolwent École normale supérieure, Pascal Engel jest specjalistą w dziedzinie filozofii umysłu, filozofii logiki i filozofii języka. Zaczął swoją pracę filozoficzną od badań nad filozofią Saula Kripke. Wprowadził do filozofii francuskiej idee Donalda Davidsona, których był także krytykiem. Jednym z centralnych tematów jego prac jest problematyka prawdy, zajmuje się także epistemologią. Był jednym z pierwszych "filozofów analitycznych" we Francji. Jest jednym z członków założycieli European Society for Analytic Philosophy (ESAP).
Pracował na uniwersytecie w Grenoble, Caen i Paryżu (IV). Obecnie wykłada w Genewie, i jest redaktorem naczelnym pisma dialectica. 

## Publikacje

### Monografie
- Va savoir ! De la connaissance en général. Paris, Hermann, 2007
- (& Richard Rorty) A quoi bon la verité. Paris, Grasset, 2005
- Truth, Bucks, Acumen, 2002
- (& Jérôme Dokic)Ramsey. Vérité et succès. Paris, PUF, 2001.
- La Vérité : Réflexions sur quelques truismes. Paris, Hatier, 1998.
- La Dispute : Une introduction à la philosophie analytique. Paris, Minuit 1997.
- Philosophie et psychologie. Paris, Gallimard, 1996. (Folio).
- Etats d'esprit , questions de philosophie de l'esprit. Aix-en-Provence, Alinéa, 1992, 2e édition révisée Introduction à la philosophie de l'esprit. Paris, La Découverte, 1994
- Davidson et la philosophie du langage. Paris, PUF, 1994
- La Norme du vrai, philosophie de la logique. Paris, Gallimard, 1989.
- Identité et référence, la théorie des noms propres chez Frege et Kripke. Paris, Presses de l’Ecole Normale Supérieure, 1985. ISBN 2-7288-0115-0.

### Artykuły
- Zob. lista publikacji

### Redaktor merytoryczny
- (& Julien Dutant) Philosophie de la connaissance : Croyance, connaissance, justification, dir, Paris, Vrin, 2005
- Précis de philosophie analytique, dir, Paris, PUF, Thémis Philosophie, 2000

### Tłumaczenia
- (& Mathieu Marion) Frank Ramsey, Logique, philosophie et probabilités, dir, Vrin, 2003
- Daniel Dennett, Darwin est-il dangereux? L'évolution et les sens de la vie, Paris, Odile Jacob, 2000
- Michael Walzer, Spheres de justice, Paris, Seuil, 1997
- Daniel Dennett, La conscience expliquée, Paris, Odile Jacob, 1993
- Donald Davidson, Enquêtes sur la vérité et l'interprétation, Nîmes, Jacqueline Chambon, 1993.
- Donald Davidson, Actions et les événements, Paris, PUF, 1993.
- John von Neumann, L'ordinateur et le cerveau, Paris, La Découverte, 1992, reimpr. Flammarion, 1996
- Donald Davidson, Paradoxes de l'irrationalité, Combas, Ed. de L'Eclat, 1991
- Daniel Dennett, La stratégie de l'interprète, Paris, Gallimard, 1990
- (& C. Tiercelin) Thomas Nagel, Questions mortelles, Paris, PUF, 1983